# Maksym Drabik
Maksym Drabik (ur. 22 lutego 1998 w Częstochowie) – polski żużlowiec.
Wychowanek klubu Włókniarz Częstochowa. Dwukrotny indywidualny mistrz świata juniorów (2017 i 2019). Wygrywając IMŚJ w 2019 roku, stał się pierwszym Polakiem (i trzecim zawodnikiem w ogóle) w historii, który zdobywał indywidualne mistrzostwo świata juniorów więcej niż raz. Czterokrotny drużynowy mistrz świata juniorów (2015, 2017, 2018 i 2019). 
Syn Sławomira Drabika, dwukrotnego indywidualnego mistrza Polski na żużlu.

## Kariera
Egzamin na licencję "Ż" zdał 3 września 2013 roku. Pierwszym sezonem startów w polskich ligach był sezon 2014. Drabik miał podpisany kontrakt z Włókniarzem Częstochowa. Początkowo startował na zasadzie "gościa" dla Orła Łódź, a od końcówki lipca jeździł dla ŻKS Ostrovii, gdzie był wypożyczony z macierzystego klubu. Przed sezonem 2015 ogłoszono podpisanie przez Drabika kontraktu ze Spartą Wrocław. W polskiej ekstralidze debiutował 12 kwietnia 2015 w barwach Sparty, zdobywając trzy punkty. W tym samym roku z drużyną z Wrocławia wywalczył wicemistrzostwo Polski, a jego średnia biegowa wyniosła 1,788. Zdobył również Brązowy Kask, a także pierwsze reprezentacyjne trofeum – drużynowe mistrzostwo świata juniorów.
Od 2016 jeździ również w lidze szwedzkiej. Jego pierwszym klubem było Lejonen Speedway. 31 maja 2016 w meczu tej drużyny przeciwko Indianernie złamał lewą nogę w trzech miejscach, co było równoznaczne z przedwczesnym zakończeniem sezonu przez młodego żużlowca. 1 maja 2017 zwyciężył Turniej o Srebrny Kask. Został indywidualnym mistrzem świata juniorów 2017. Wygrał w dwóch z trzech rund rozgrywanych w ramach IMŚJ 2017. Z reprezentacją Polski drugi raz w karierze zdobył złoto drużynowych mistrzostw świata juniorów.
12 maja 2018 zadebiutował w cyklu Grand Prix. Pełniąc funkcję rezerwowego podczas GP Polski w Warszawie wystąpił w dwóch biegach, w których zdobył 2 punkty. W sezonie 2018 do swojego dorobku dorzucił kolejne drużynowe mistrzostwo świata juniorów. Był rezerwowym reprezentacji Polski podczas Speedway of Nations 2018. Pierwszy raz w karierze zakończył rozgrywki Ekstraligi ze średnią biegową powyżej 2pkt/bieg – ze średnią 2,034 był czternastym najskuteczniejszym zawodnikiem ligi.
Sezon ligowy 2019 rozpoczął od zdobycia zaledwie trzech punktów w meczu przeciwko Unii Leszno, jednak w następnych spotkaniach wszedł na wyższy poziom i był jednym z liderów wrocławskiej drużyny. Dostał dziką kartę na rundę Grand Prix 2019 rozgrywaną we Wrocławiu. Z dorobkiem czterech punktów (3,0,0,1,0) zajął 13. miejsce. Był rezerwowym polskiej reprezentacji podczas Speedway of Nations 2019. W pierwszym dniu rywalizacji zastępując słabiej dysponowanego Macieja Janowskiego, wystąpił w trzech biegach, w których zdobył 4 punkty (2,1,1). W składających się z trzech rund indywidualnych mistrzostwach świata juniorów 2019 zdobył 49 punktów, co dało mu drugi w karierze tytuł mistrzowski. Stał się pierwszym polskim i trzecim na świecie (po Emilu Sajfutdinowie i Darcym Wardzie) podwójnym indywidualnym mistrzem świata juniorów w historii. W styczniu 2020 na jaw wyszła informacja o złamaniu przez Drabika przepisów antydopingowej podczas kontroli po meczu finałowym Ekstraligi 2019. Sprawa ciągnęła się na tyle długo, że żużlowiec był w stanie jeździć w sezonie 2020. Ostatecznie wyrok miał zostać wydany 7 października 2020, jednak ta nie doszła do skutku z powodu alarmu przeciwpożarowego w budynku PKOl. 30 października został tymczasowo zawieszony przez Polską Agencję Antydopingową. Finalnie rozprawa zakończyła się 25 stycznia 2021, a wyrok opublikowano 2 lutego tego samego roku. Zawodnik został ukarany rokiem zawieszenia (liczonym od momentu wydania tymczasowego wyroku, tj. od 30 października). W praktyce oznaczało to, że do żużla powróci w sezonie 2022.
W 2022 r. został zawodnikiem Motoru Lublin. Wrócił także do ligi szwedzkiej, gdzie ponownie związał się kontraktem z Lejonen Speedway. Debiut ligowy w barwach lubelskiej drużyny zaliczył 8 kwietnia 2022 w wygranym 44:46 meczu ze Stalą Gorzów Wielkopolski. Drabik zakończył spotkanie z dorobkiem 7 punktów i bonusa (0,2*,0,2,3).
Pod koniec roku 2022 podpisał kontrakt z Włókniarzem Częstochową na sezon 2023. Kontakt został przedłużony do sezonu 2024.
Od sezonu 2025 reprezentuje ROW Rybnik.

## Starty w Grand Prix (indywidualnych mistrzostwach świata na żużlu)

### Punkty w poszczególnych zawodachGrand Prix
| Sezon 2018             |                      |                    |                         |                                 |                                |                                 |                     |                                |                   |         |         |         |         |         |         |         |         |         |         |         |         |        |        |        |        |        |        |        |        |        |        |        |        |
| GP Polski – Warszawa   | GP Czech – Praga     | GP Danii – Horsens | GP Szwecji – Hallstavik | GP Wielkiej Brytanii – Cardiff  | GP Skandynawii – Målilla       | GP Polski – Gorzów Wielkopolski | GP Słowenii – Krško | GP Niemiec – Teterow           | GP Polski – Toruń | miejsce | miejsce | miejsce | miejsce | miejsce | miejsce | miejsce | miejsce | miejsce | miejsce | miejsce | miejsce | punkty | punkty | punkty | punkty | punkty | punkty | punkty | punkty | punkty | punkty | punkty | punkty |
| 2                      | –                    | –                  | –                       | –                               | –                              | –                               | –                   | –                              | –                 | 25      | 25      | 25      | 25      | 25      | 25      | 25      | 25      | 25      | 25      | 25      | 25      | 2      | 2      | 2      | 2      | 2      | 2      | 2      | 2      | 2      | 2      | 2      | 2      |
| Sezon 2019             |                      |                    |                         |                                 |                                |                                 |                     |                                |                   |         |         |         |         |         |         |         |         |         |         |         |         |        |        |        |        |        |        |        |        |        |        |        |        |
| GP Polski – Warszawa   | GP Słowenii – Krško  | GP Czech – Praga   | GP Szwecji – Hallstavik | GP Polski – Wrocław             | GP Skandynawii – Målilla       | GP Niemiec – Teterow            | GP Danii – Vojens   | GP Wielkiej Brytanii – Cardiff | GP Polski – Toruń | miejsce | miejsce | miejsce | miejsce | miejsce | miejsce | miejsce | miejsce | miejsce | miejsce | miejsce | miejsce | punkty | punkty | punkty | punkty | punkty | punkty | punkty | punkty | punkty | punkty | punkty | punkty |
| –                      | –                    | –                  | –                       | 4                               | –                              | –                               | –                   | –                              | –                 | 19      | 19      | 19      | 19      | 19      | 19      | 19      | 19      | 19      | 19      | 19      | 19      | 4      | 4      | 4      | 4      | 4      | 4      | 4      | 4      | 4      | 4      | 4      | 4      |
| Sezon 2022             |                      |                    |                         |                                 |                                |                                 |                     |                                |                   |         |         |         |         |         |         |         |         |         |         |         |         |        |        |        |        |        |        |        |        |        |        |        |        |
| GP Chorwacji – Goričan | GP Polski – Warszawa | GP Czech – Praga   | GP Niemiec – Teterow    | GP Polski – Gorzów Wielkopolski | GP Wielkiej Brytanii – Cardiff | GP Polski – Wrocław             | GP Danii – Vojens   | GP Szwecji – Målilla           | GP Polski – Toruń | miejsce | miejsce | miejsce | miejsce | miejsce | miejsce | miejsce | miejsce | miejsce | miejsce | miejsce | punkty  | punkty | punkty | punkty | punkty | punkty | punkty | punkty | punkty | punkty | punkty |        |        |
| –                      | 4                    | –                  | –                       | –                               | –                              | –                               | –                   | –                              | –                 | 25      | 25      | 25      | 25      | 25      | 25      | 25      | 25      | 25      | 25      | 25      | 4       | 4      | 4      | 4      | 4      | 4      | 4      | 4      | 4      | 4      | 4      |        |        |

| Statystyki        | Statystyki |
| ----------------- | ---------- |
| Starty            | 3          |
| Zwycięstwa        | 0          |
| Miejsca na podium | 0          |
| Finalista         | 0          |
| Punkty            | 10         |

## Starty w mistrzostwach świata juniorów

### Indywidualne Mistrzostwa Świata Juniorów
| Sezon 2015 |         |           |         |         |         |         |         |         |         |         |         |        |        |        |        |        |        |        |        |        |
| Lonigo     | Lublin  | Pardubice | miejsce | miejsce | miejsce | miejsce | miejsce | miejsce | miejsce | miejsce | miejsce | punkty | punkty | punkty | punkty | punkty | punkty | punkty | punkty | punkty |
| –          | 10      | –         | 15      | 15      | 15      | 15      | 15      | 15      | 15      | 15      | 15      | 10     | 10     | 10     | 10     | 10     | 10     | 10     | 10     | 10     |
| Sezon 2017 |         |           |         |         |         |         |         |         |         |         |         |        |        |        |        |        |        |        |        |        |
| Poznań     | Güstrow | Pardubice | miejsce | miejsce | miejsce | miejsce | miejsce | miejsce | miejsce | miejsce | miejsce | punkty | punkty | punkty | punkty | punkty | punkty | punkty | punkty | punkty |
| 21         | 10      | 18        |         |         |         |         |         |         |         |         |         | 49     | 49     | 49     | 49     | 49     | 49     | 49     | 49     | 49     |
| Sezon 2018 |         |           |         |         |         |         |         |         |         |         |         |        |        |        |        |        |        |        |        |        |
| Dyneburg   | Leszno  | Pardubice | miejsce | miejsce | miejsce | miejsce | miejsce | miejsce | miejsce | miejsce | miejsce | punkty | punkty | punkty | punkty | punkty | punkty | punkty | punkty | punkty |
| 20         | 21      | 13        |         |         |         |         |         |         |         |         |         | 54     | 54     | 54     | 54     | 54     | 54     | 54     | 54     | 54     |
| Sezon 2019 |         |           |         |         |         |         |         |         |         |         |         |        |        |        |        |        |        |        |        |        |
| Lublin     | Güstrow | Pardubice | miejsce | miejsce | miejsce | miejsce | miejsce | miejsce | miejsce | miejsce | miejsce | punkty | punkty | punkty | punkty | punkty | punkty | punkty | punkty | punkty |
| 16         | 19      | 14        |         |         |         |         |         |         |         |         |         | 49     | 49     | 49     | 49     | 49     | 49     | 49     | 49     | 49     |

| Statystyki        | Statystyki |
| ----------------- | ---------- |
| Starty            | 10         |
| Zwycięstwa        | 5          |
| Miejsca na podium | 7          |
| Punkty            | 162        |

### Drużynowe Mistrzostwa Świata Juniorów
| Sezon | Dzień           | Miejscowość | Miejsce | Punkty | Biegi     | Reprezentacja | Zwycięzca |
| ----- | --------------- | ----------- | ------- | ------ | --------- | ------------- | --------- |
| 2015  | 31 października | Mildura     |         | 13     | 3,3,3,1,3 | Polska        | –         |
| 2017  | 2 września      | Rybnik      |         | 13     | 3,1,3,3,3 | Polska        | –         |
| 2018  | 18 sierpnia     | Outrup      |         | 11     | 2,2,3,2,2 | Polska        | –         |
| 2019  | 12 lipca        | Manchester  |         | 11     | 3,3,2,2,1 | Polska        | –         |

## Mistrzostwa Polski

### Drużynowe Mistrzostwa Polski
| Sezon | Klub                         | Miejsce | Średnia biegowa | Liga       | Zwycięzca                    |
| ----- | ---------------------------- | ------- | --------------- | ---------- | ---------------------------- |
| 2014  | Orzeł Łódź                   | 2.      | 1,091 (nsk)     | 1. Liga    | Stal Rzeszów                 |
| 2014  | Ostrovia Ostrów Wielkopolski | 1.      | 1,778 (nsk)     | 2. Liga    | Ostrovia Ostrów Wielkopolski |
| 2015  | Sparta Wrocław               |         | 1,788 (26.)     | Ekstraliga | Unia Leszno                  |
| 2016  | Sparta Wrocław               | 4.      | 1,760 (nsk)     | Ekstraliga | Stal Gorzów Wielkopolski     |
| 2017  | Sparta Wrocław               |         | 1,971 (18.)     | Ekstraliga | Unia Leszno                  |
| 2018  | Sparta Wrocław               |         | 2,034 (14.)     | Ekstraliga | Unia Leszno                  |
| 2019  | Sparta Wrocław               |         | 2,136 (9.)      | Ekstraliga | Unia Leszno                  |
| 2020  | Sparta Wrocław               |         | 1,596 (29.)     | Ekstraliga | Unia Leszno                  |
| 2022  | Motor Lublin                 |         | 1,752 (22.)     | Ekstraliga | -                            |
| 2023  | Włókniarz Częstochowa        | 4.      | 1,840 (21.)     | Ekstraliga | Motor Lublin                 |
| 2024  | Włókniarz Częstochowa        | 7.      | 1,426 (34.)     | Ekstraliga | Motor Lublin                 |

### Indywidualne Mistrzostwa Polski
| Sezon | Dzień      | Miejscowość | Miejsce | Punkty | Biegi     | Klub           | Zwycięzca        |
| ----- | ---------- | ----------- | ------- | ------ | --------- | -------------- | ---------------- |
| 2018  | 1 lipca    | Leszno      | ns      | 0      | –         | Sparta Wrocław | Piotr Pawlicki   |
| 2019  | 14 lipca   | Leszno      | 7.      | 8      | 1,3,2,0,2 | Sparta Wrocław | Janusz Kołodziej |
| 2020  | 7 września | Leszno      | 7.      | 8      | 3,1,0,3,1 | Sparta Wrocław | Maciej Janowski  |

### Młodzieżowe Indywidualne Mistrzostwa Polski
| Sezon | Dzień       | Miejscowość | Miejsce | Punkty | Biegi         | Klub           | Zwycięzca        |
| ----- | ----------- | ----------- | ------- | ------ | ------------- | -------------- | ---------------- |
| 2015  | 12 lipca    | Leszno      | 4.      | 10     | (1,2,1,3,3)   | Sparta Wrocław | Bartosz Zmarzlik |
| 2017  | 15 lipca    | Rybnik      | 6.      | 9      | (1,3,2,d,3)   | Sparta Wrocław | Bartosz Smektała |
| 2018  | 3 sierpnia  | Częstochowa |         | 12+2   | (3,2,2,3,2)+2 | Sparta Wrocław | Daniel Kaczmarek |
| 2019  | 15 sierpnia | Tarnów      | 6.      | 10     | (1,1,3,2,3)   | Sparta Wrocław | Jakub Miśkowiak  |

### Młodzieżowe Drużynowe Mistrzostwa Polski
| Sezon | Dzień      | Miejscowość | Miejsce | Punkty | Biegi         | Klub           | Zwycięzca |
| ----- | ---------- | ----------- | ------- | ------ | ------------- | -------------- | --------- |
| 2015  | 5 września | Opole       |         | 18     | (3,3,3,3,3,3) | Sparta Wrocław | –         |

### Mistrzostwa Polski Par Klubowych
| Sezon | Dzień   | Miejscowość         | Miejsce | Punkty  | Biegi         | Zawodnicy w Parze               | Klub           | Zwycięzca   |
| ----- | ------- | ------------------- | ------- | ------- | ------------- | ------------------------------- | -------------- | ----------- |
| 2018  | 3 maja  | Ostrów Wielkopolski | 1.      | 15 (26) | (3,3,0,3,3,3) | Maciej Janowski, Damian Dróżdż  | Sparta Wrocław | –           |
| 2019  | 11 maja | Bydgoszcz           | 7.      | 1 (7)   | (1,w,–,–,–,–) | Jakub Jamróg, Przemysław Liszka | Sparta Wrocław | Unia Leszno |

### Młodzieżowe Mistrzostwa Polski Par Klubowych
| Sezon | Dzień       | Miejscowość         | Miejsce                   | Punkty                    | Biegi                     | Zawodnicy w Parze          | Klub           | Zwycięzca                |
| ----- | ----------- | ------------------- | ------------------------- | ------------------------- | ------------------------- | -------------------------- | -------------- | ------------------------ |
| 2015  | 26 września | Gorzów Wielkopolski | 3. miejsce w eliminacjach | 3. miejsce w eliminacjach | 3. miejsce w eliminacjach | Damian Dróżdż, Adrian Gała | Sparta Wrocław | Stal Gorzów Wielkopolski |

## Turnieje – Kaski

### Złoty Kask
| Sezon | Dzień           | Miejscowość  | Miejsce                    | Punkty                     | Biegi                      | Klub           | Zwycięzca           |
| ----- | --------------- | ------------ | -------------------------- | -------------------------- | -------------------------- | -------------- | ------------------- |
| 2015  | 14 kwietnia     | Lublin       | 17. miejsce w eliminacjach | 17. miejsce w eliminacjach | 17. miejsce w eliminacjach | Sparta Wrocław | Przemysław Pawlicki |
| 2016  | 25 kwietnia     | Tarnów       | 8.                         | 4                          | (1,3,0)                    | Sparta Wrocław | Patryk Dudek        |
| 2017  | 20 kwietnia     | Zielona Góra | 4.                         | 10+1                       | (1,3,2,1,3)+1              | Sparta Wrocław | Przemysław Pawlicki |
| 2018  | 19 kwietnia     | Piła         | 13.                        | 5                          | (0,1,1,3,0)                | Sparta Wrocław | Jarosław Hampel     |
| 2019  | 11 października | Gdańsk       | 4. miejsce w eliminacjach  | 4. miejsce w eliminacjach  | 4. miejsce w eliminacjach  | Sparta Wrocław | Krzysztof Kasprzak  |

### Srebrny Kask
| Sezon | Dzień       | Miejscowość | Miejsce | Punkty | Biegi         | Klub           | Zwycięzca        |
| ----- | ----------- | ----------- | ------- | ------ | ------------- | -------------- | ---------------- |
| 2015  | 30 sierpnia | Piła        |         | 13+d   | (3,3,3,2,2)   | Sparta Wrocław | Kacper Woryna    |
| 2017  | 1 maja      | Krosno      |         | 13+3   | (2,3,3,2,3)   | Sparta Wrocław | -                |
| 2018  | 24 maja     | Lublin      |         | 12+3   | (3,2,2,2,3)+3 | Sparta Wrocław | Bartosz Smektała |
| 2019  | 12 września | Grudziądz   | 17.     | 0      | (w,-,-,-,-)   | Sparta Wrocław | Dominik Kubera   |

### Brązowy Kask
| Sezon | Dzień      | Miejscowość | Miejsce                 | Punkty                  | Biegi                   | Klub           | Zwycięzca    |
| ----- | ---------- | ----------- | ----------------------- | ----------------------- | ----------------------- | -------------- | ------------ |
| 2014  | 8 sierpnia | Lublin      | 10. miejsce w półfinale | 10. miejsce w półfinale | 10. miejsce w półfinale | Sparta Wrocław | Adrian Cyfer |
| 2015  | 4 lipca    | Rawicz      |                         | 14+3                    | (3,2,3,3,3)             | Sparta Wrocław | –            |

## Turnieje - Indywidualne

### Indywidualne Mistrzostwa Ligi Juniorów
| Sezon | Dzień       | Miejscowość | Miejsce | Punkty | Biegi     | Klub           | Zwycięzca |
| ----- | ----------- | ----------- | ------- | ------ | --------- | -------------- | --------- |
| 2015  | 31 sierpnia | Częstochowa |         | 15     | 3,3,3,3,3 | Sparta Wrocław | –         |